# Orange High School (Orange, Kalifornie)
Orange High School je čtyřletá státní střední škola v Orange v Kalifornii. Orangeská střední je část Orange Unified School District a školní sportovní tým je částí zlaté západní ligy.

## Historie
Orange High School byla otevřena 21. září 1903 pod jménem Orange Union High School na ulici Palm Avenue a Glassel Street. Byla to čtvrtá střední škola v okrese. V prvním roce otevření měla 81 studentů. V roce 1953 byla škola přestěhována na ulici Shaffer Street a Walnut Street. Původní budova školy je nyní kolej a kampus Chapmanovy univerzity.
Tato škola je nejstarší školou v okrsku.

## Sporty
Orange High School má baseballový tým, který vybírá své členy pomocí profesionálních hráčů basebollu a majorem ligy.

## Významní absolventi
- Fred Kelly (1911), nositel zlaté medaile z Olympijských her v roce 1912 v disciplíně běh na 110 metrů.
- Micah Knorr, NFL sázkař
- Mary Decker (1976)
- Gaddi Vasquez, ředitel mírového sboru
- Dave Mantraga, profesionální hráč baseballu
- Pamela Courson, přítelkyně Jima Morrisona
- Steve Johnson, profesionální hráč tenisu
- Lorrin "Whitney" Harrison, průkopník v surfování